# Giro della Provincia di Lucca
Der Giro della Provincia di Lucca ist ein ehemaliges italienisches Straßenradrennen.
Es wurde von 1999 bis 2006 jährlich in der Provinz Lucca in der Toskana ausgetragen. Bis einschließlich 2004 war der Giro di Lucca als Etappenrennen organisiert, ab 2005 wurde er als Eintagesrennen entschieden. Rekordsieger ist der Italiener Alessandro Petacchi, der das Rennen als einziger zwei Mal für sich entscheiden konnte.
Organisiert war der Giro della Provincia di Lucca zuletzt in der UCI Europe Tour in der Kategorie 1.1.

## Siegerliste
- 1999  Paolo Bettini
- 2000  Alessandro Petacchi
- 2001  Mario Aerts
- 2002  Fabiano Fontanelli
- 2003  Óscar Freire
- 2004  Alessandro Bertolini
- 2005  Mario Cipollini
- 2006  Alessandro Petacchi